# Guinea Espanyola
La Guinea Espanyola va ser un territori africà espanyol juntament amb el Sàhara Espanyol, Ifni i el Protectorat Espanyol del Marroc, i amb les províncies de les Illes Canàries, Ceuta i Melilla. Localitzada en el golf de Guinea, es va convertir en la nació independent de Guinea Equatorial el 1969. Aquest territori es va formar a partir de la Riu Muni (formada en 1900), l'illa de Fernando Poo, les illes d'Elobey, Annobón i Corisco i altres illes adjacents. La presència espanyola al territori va existir per primera vegada entre 1778 i 1780, i entre 1885 i 1968 amb la seva pròpia administració. Va ser reunificada en 1926 i es va convertir en la Guinea Espanyola. El 1963, es va convertir en una província espanyola.

## Història

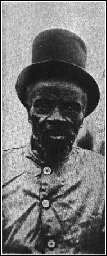
Rei Malabo

L'1 d'octubre de 1777, Carles III d'Espanya i Maria I de Portugal van signar per mitjà dels seus negociadors, José Moñino Comte de Floridablanca i Francisco Innocenci de Sousa Coutinho, el Tractat de Sant Ildefons que va ajustar els límits d'ambdues corones a Amèrica i Àsia, per un annex secret al tractat de set articles es va convenir a més la cessió de les illes de Fernando Poo i Annobón a Espanya.
El primer virrei del Riu de la Plata, el tinent general Pedro de Cevallos, va rebre una instrucció reservada de la Cort el 20 d'octubre de 1777 per la qual el ministre d'Índies, José de Gálvez, nomenava comissari regi al brigadier dels Reals Exèrcits Felip dels Sants Toro (comte de Argelejo) i el virrei va emetre una ordre el 27 d'octubre de 1778 perquè encapçalés una expedició que rebés les illes que havia de lliurar Portugal, prenent possessió de les mateixes en nom de la corona espanyola i establint-se com a governador dependent del virrei de Buenos Aires. Les illes havien de servir per al comerç d'esclaus i es pretenia utilitzar-les com a escala en una futura ruta des de les Filipines.
Des de l'any 1780, les dues illes van romandre abandonades per Espanya, i van ser visitades i ocupades per britànics, entre ells el capità Fitz Willian Owen, del vapor Eden, qui el 27 d'octubre de 1827 va instal·lar a Fernando Poo un dipòsit d'esclaus alliberats, traslladats el 1832 a Sierra Leone.
Els espanyols van tornar a les illes el 6 de març de 1843, quan el comissari regi, capità de fragata Juan José Lerena y Barry, hi va ser enviat a prendre'n possessió en nom de la reina Isabel II. Lerena Barry va nomenar governador a l'anglès John Beecroft i a l'holandès Carlos Linslager com a segon.
Per fer valdre els drets colonials d'Espanya, el 1858 va arribar-hi el primer governador espanyol, Carlos de Chacón y Michelena. La porció continental, Río Muni, es va convertir en protectorat en 1885 i en colònia en 1900, any en el qual un tractat signat a París va determinar els límits del territori reconegut a Espanya. Ambdós territoris (insular i continental) van ser units el 1926 amb el nom de Guinea Espanyola.
Espanya mancava de la riquesa i l'interès necessaris per a desenvolupar una infraestructura econòmica important durant la primera meitat del segle xx. No obstant això, Espanya va desenvolupar grans plantacions de cacau a l'illa de Bioko amb milers de treballadors nigerians importats com a jornalers. Al proclamar-se la independència el 1968, fonamentalment com a resultat d'aquest sistema, Guinea Equatorial tenia un dels majors ingressos per capita d'Àfrica. Espanya també va ajudar a fer que Guinea Equatorial aconseguira una de les majors taxes d'alfabetització del continent i una notable xarxa d'instal·lacions sanitàries.
Amb motiu del cop d'estat del 18 de juliol de 1936 la colònia roman fidel al Govern republicà. No serà fins al 18-19 de setembre que la Guàrdia Colonial es rebel·le i prenga el control de l'illa de Fernando Poo; no obstant això, la part continental (Bata) romandrà fidel al Govern fins que un desembarcament el 14 d'octubre posà el territori en mans dels rebels.
El 1959, els territoris espanyols del Golf de Guinea van adquirir l'estatus de províncies espanyoles ultramarines, similar al de les províncies metropolitanes. El territori es va dividir en dues províncies: Fernando Poo i Río Muni; i es va denominar Regió Equatorial Espanyola. Com a tal regió, va ser regida per un governador general exercint tots els poders civils i militars. Les primeres eleccions locals s'hi van celebrar el 1959, i es van elegir els primers procuradors a corts equatoguineans. Sota la Llei Bàsica de desembre de 1963, les dues províncies van ser reunificades com a Guinea Equatorial i dotades d'una limitada autonomia, amb òrgans comuns a tot el territori (entre ells un cos legislatiu) i organismes propis de cada província. Encara que el comissionat general nomenat pel govern espanyol tenia amplis poders, l'Assemblea General de Guinea Equatorial tenia considerable iniciativa per a formular lleis i regulacions.
Al març de 1968, sota la pressió dels nacionalistes equatoguineans i de les Nacions Unides, Espanya va anunciar que concediria un referèndum d'independència a aquells territoris. Es va formar una convenció constituent que va produir una llei electoral i un esborrany de constitució. El referèndum sobre la constitució es va produir l'11 d'agost de 1968, sota la supervisió d'un equip d'observadors de les Nacions Unides. Un 63% de l'electorat va votar a favor de la constitució, que preveia un govern amb una Assemblea General i un Tribunal Suprem amb jutges nomenats pel president.
Les primeres eleccions de la nou creada Guinea Equatorial van donar la victòria a Francisco Macías Nguema, qui va governar de manera dictatorial fins que va ser deposat i manat afusellar per l'actual dictador de Guinea, el seu nebot Teodoro Obiang el 29 de setembre de 1979.